# Circuito (división administrativa)
Un circuito (道; chino: dào; japonés: dō) era una división política histórica de la China de la dinastía Tang y Japón y Corea. En coreano, el mismo carácter 道 (도; do) se traduce como "provincia".

## China
El emperador Taizong dividió a China en partes que se llamaron "circuitos".
La organización del gobierno y la geografía en T'ang China se fusionaron en las provincias (tao 道) que eran diez regiones naturales. En parte, la historia de Tang se trata del equilibrio cambiante entre las provincias y un gobierno central fuerte.

## Japón
Durante la era premoderna, Japón se dividió en una región central y siete regiones provinciales o "circuitos", incluyendo
- Hokurikudō[4] (北陸道, literalmente, "Circuito de la Tierra del Norte"), 7 provincias (kuni)
- Nankaidō[4] (南海道, literalmente, "Circuito del Mar del Sur"), 6 provincias
- Saikaidō[4] (西海道, literalmente, "Circuito del Mar del Oeste"), 8 provincias
- San'indō[4] (山陰道, literalmente, "Circuito montaña-norte"), 8 provincias
- San'yōdō[4] (山陽道, literalmente, "Circuito montaña-sur"), 8 provincias
- Tōkaidō[4] (東海道, literalmente, "Circuito del Mar del Este"), 15 provincias
- Tōsandō[4] (東山道, literalmente, "Circuito de la Montaña del Este"), 13 provincias

A mediados del siglo XIX, se estableció la isla norteña de Ezo, que pasó a llamarse Hokkaidō (literalmente, "circuito de la montaña norte").
Hokkaido no se desarrolló como un "circuito" en la forma tradicional. Se convirtió en una prefectura. Tenía un nombre que era diferente de las otras prefecturas debido al sufijo -dō.

## Corea
Después de finales del siglo X, la provincia (do) era la subdivisión principal de Corea.